# Arthroleptis phrynoides
Espèce
Synonymes
- Schoutedenella phrynoides Laurent, 1976

Statut de conservation UICN

 DD  : Données insuffisantes
Arthroleptis phrynoides est une espèce d'amphibiens de la famille des Arthroleptidae.

## Répartition
Cette espèce est endémique du Congo-Kinshasa. Elle se rencontre dans les environs de Lodja dans la province du Sankuru.

## Publication originale
- Laurent, 1976 : Deux amphibiens nouveaux du Zaire. Revue de Zoologie et de Botanique Africaines, vol. 90, p. 528-546.